# Katsuyoshi Shinto
Katsuyoshi Shinto (n. 15 septembrie 1960) este un fost fotbalist japonez.

## Statistici
| Japonia | Japonia | Japonia |
| An      | Meciuri | Goluri  |
| ------- | ------- | ------- |
| 1987    | 2       | 0       |
| 1988    | 3       | 0       |
| 1989    | 8       | 1       |
| 1990    | 2       | 0       |
| Total   | 15      | 1       |